# 莱维 (约讷省)
莱维（法語：Levis）是法国勃艮第-弗朗什-孔泰大区约讷省的一个市镇，位于该省西部偏南，属于欧塞尔区。该市镇2009年时的人口为225人。

## 人口
莱维人口变化图示
| 数据来源：INSEE |